# Ewa Gryziecka
Ewa Gryziecka (née le 11 avril 1948 à Katowice) est une athlète polonaise, spécialiste du lancer du javelot. 

## Biographie
Le 11 juin 1972, Ewa Gryziecka améliore le record du monde du lancer du javelot en établissant la marque de 62,70 m à Bucarest. Ce record est battu le même jour à Potsdam par l'Est-allemande Ruth Fuchs.
Elle se classe cinquième des championnats d'Europe 1971, et septième des Jeux olympiques de 1972.

### Palmarès
| Date | Compétition                   | Lieu     | Résultat | Épreuve           | Performance |
| ---- | ----------------------------- | -------- | -------- | ----------------- | ----------- |
| 1966 | Championnats d'Europe juniors | Odessa   | 3e       | Lancer du javelot | 48,14 m     |
| 1971 | Championnats d'Europe         | Helsinki | 6e       | Lancer du javelot | 55,96 m     |
| 1972 | Jeux olympiques               | Munich   | 7e       | Lancer du javelot | 57,00 m     |